# Hackberry
Hackberry és un petit poble del Comtat de Mohave, a Arizona. Està situat a la vella ruta 66, a prop de Kingman.
El 1874 s'hi obriren unes mines de plata, que van tancar el 1919 per mor del plet dels propietaris. S'hi havia extret un total de 3.000.000 de dòlars americans en plata i or. El 1882 va arribar-hi el ferrocarril i la població esdevingué un lloc important del trànsit de bestiar a Arizona, però, amb la construcció el 1978 de la interestatal 40, va perdre importància i habitants.
Avui en dia pràcticament només en queda la vella gasolinera i magatzem al peu de la 66.